# Sōhei

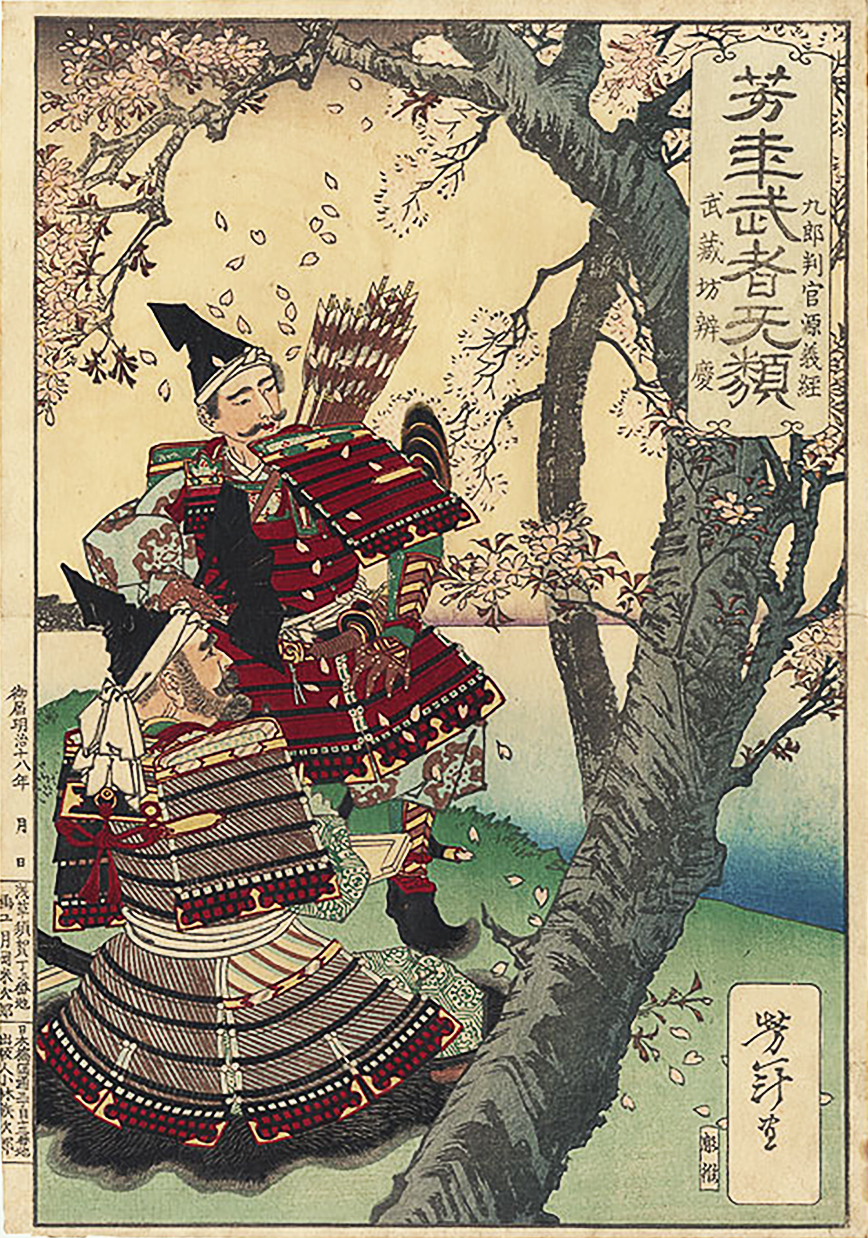
Il sōhei Benkei con Minamoto no Yoshitsune

Sōhei (僧兵, letteralmente "Monaco soldato") è un termine della storiografia giapponese che indica i gruppi paramilitari associati ai templi buddisti in età medievale, nei quali militavano laici e monaci ordinati. Il termine coevo più comune era akusō (悪僧, "monaco cattivo" in senso lato, cioè "in armi"). Il loro potere fu storicamente rilevante in quanto giunsero a costringere alcuni Daimyō a collaborare con loro.
Nati in ambito buddista nel IX secolo, i monaci guerrieri rimasero in vita fino al 1580 quando gli shōgun compresero che la loro esistenza rappresentava un grave pericolo per l'unità del Paese. Prima Oda Nobunaga, poi Hideyoshi Toyotomi assestarono un colpo mortale agli eserciti dei monasteri.
Gli Sōhei conservavano molte somiglianze con i "monaci guerrieri" degli ordini monastici europei (vedi Cavalieri Teutonici). Tuttavia, a differenza di questi, si consideravano appartenenti al medesimo ordine religioso anche tra nemici.
Le basi dottrinali che poterono consentire a dei monaci buddisti di prendere le armi e usare la violenza sono riscontrabili nel Mahāyāna Mahāparinirvāṇasūtra  (大般涅槃經, giapponese Dainehankyō, Sutra mahayana del Grande passaggio al di là della sofferenza) importantissimo sutra buddista di origine sanscrita trasferito in Cina intorno al V secolo della nostra Era e da qui, poco dopo in Giappone. Di derivazione Mahayana, questo sutra, che evidentemente risente delle distruzioni dei monasteri buddisti operate dagli Unni bianchi in Asia centrale intorno al IV e V secolo d.C., invita i laici, e non solo, a prendere l'armi per difendere il Dharma buddista dagli aggressori.  Va tenuto inoltre presente che la maggior parte degli Sōhei erano monaci delle scuole Tendai, Hossō, Shingon e in seguito Jōdo (Ikkōshū, 一向宗). I monaci Tendai e (come d'altronde anche gli Zen) erano ordinati secondo le piattaforme monastiche di derivazione Tendai e quindi non seguivano il Vinaya monastico tradizionale, ovvero i 250 precetti contenuti nel Cāturvargīya-vinaya (Quadruplici regole della disciplina, 四分律 giapponese Shibunritsu) ma solo i 58 precetti del Brahmajalasutra (梵網經, giapponese Bonmō kyō, Il Sutra della rete di Brahma).

## Storia
I primi monaci guerrieri apparvero significativamente in Giappone nella metà del decimo secolo quando i vari feudi iniziarono a costruire templi diversi tra di loro dedicandoli a soggetti diversi del Buddismo. Contemporaneamente a questo motivo, le eccessive nomine imperiali causarono le prime lotte tra i membri di questi monasteri e le autorità civili che non riconoscevano questi monaci. I primi grandi combattimenti tra queste forze si ebbero nelle zone degli importanti templi di Kyōto e Nara. Il primo conflitto armato avvenne nel 949 quando un gruppo di 56 monaci organizzò una protesta fuori dalla residenza di un funzionario imperiale di Kyōto. Queste proteste si protrassero per tutto il decimo secolo fino a quando non si registrano i primi morti. Nel 970, in seguito ad una disputa tra il monastero buddista Tendai Enryaku-ji situato sul Monte Hiei (giapp. Hieizan) e il santuario di Yasaka a Kyōto. Enryaku-ji creò il primo esercito di monaci guerrieri nella storia del Giappone. Tuttavia non è mai stato chiarito se questo esercito fosse esclusivamente formato da monaci guerrieri oppure che tra le loro file vi fossero anche dei mercenari. Sta di fatto che con la costituzione di questo esercito monastico nacque anche il primo codice comportamentale che tra le altre regole stabiliva il divieto assoluto per i monaci di abbandonare le armi prima di 12 anni di esperienza. A partire dal 981 vi furono i primi conflitti armati tra gli eserciti dei templi di Enryaku-ji e Miidera. Queste dispute erano considerate fuori da qualunque schema politico o religioso e gli scontri erano certamente disdicevoli. Spesso la causa dello scoppio di questi conflitti era la nomina di un "abate" che per il monastero rivale era considerato privo di qualità. Tali conflitti proseguirono nel corso dei secoli con brevi interruzioni e conseguenti violenze fino al 1121 quando gli scontri militari divennero intensi e sanguinosi. Non mancarono tuttavia le alleanze contro uno o più monasteri. La più celebre fu l'alleanza tra i due ex acerrimi nemici, i monasteri di scuola Tendai Enryaku-ji e Miidera, contro il monastero di scuola Hosso, il Kōfuku-ji di Nara. Nel 1571 lo Enryaku-ji fu distrutto e i suoi monaci massacrati da Oda Nobunaga in un progetto politico-militare testo alla riunificazione del Giappone. Ma già nei secoli precedenti alcuni monaci Tendai di rilievo cercarono di riformare la scuola su un piano esclusivamente religioso che non consentisse l'esistenza degli Sōhei. Il tempio Enryaku-ji fu comunque successivamente ricostruito e continua oggi a rappresentare il tempio principale della scuola Tendai tramandando le tradizioni.